# Bratiševac
Bratiševac egy falu Szerbiában, a Piroti körzetben, a Babušnicai községben.

## Népesség
- 1948-ban 603 lakosa volt.
- 1953-ban 615 lakosa volt.
- 1961-ben 539 lakosa volt.
- 1971-ben 464 lakosa volt.
- 1981-ben 359 lakosa volt.
- 1991-ben 260 lakosa volt
- 2002-ben 194 lakosa volt, akik mindannyian szerbek.